# Suisse aux Jeux olympiques d'hiver de 1976
L'équipe de Suisse a participé aux Jeux olympiques d'hiver de 1976 à Innsbruck en Autriche. Elle était représentée par 59 athlètes. Ils ont remporté 5 médailles : une d'or, trois d'argent et une de bronze, ce qui place la Suisse à la 8e place au tableau des médailles.
| Médaille                            | Nom                                                  | Sport     | Compétition         |
| ----------------------------------- | ---------------------------------------------------- | --------- | ------------------- |
| Médaille d'or, Jeux olympiques      | Heini Hemmi                                          | Ski alpin | Slalom géant hommes |
| Médaille d'argent, Jeux olympiques  | Ulrich Bächli Joseph Benz Rudolf Marti Erich Schärer | Bobsleigh | Bob à quatre hommes |
| Médaille d'argent, Jeux olympiques  | Ernst Good                                           | Ski alpin | Slalom géant hommes |
| Médaille d'argent, Jeux olympiques  | Bernhard Russi                                       | Ski alpin | Descente hommes     |
| Médaille de bronze, Jeux olympiques | Joseph Benz Erich Schärer                            | Bobsleigh | Bob à deux hommes   |